# Senetínský potok
Senetínský potok je levostranný přítok Jánského potoka (Klejnárky) v okrese Kutná Hora ve Středočeském kraji. Délka jeho toku činí 8,5 km. Plocha povodí měří 15,5 km².

## Průběh toku
Potok pramení jihovýchodně od Michalovic v okrese Kutná Hora v nadmořské výšce okolo 520 m. Teče převážně severovýchodním směrem. Pod Petrovicemi I jej zprava posiluje první významnější přítok, který je nazýván Dědický potok. Níže po proudu nad osadou Senetín, okolo níž potok protéká, napájí rybník nazývaný Režný. Zhruba 2 km pod Senetínem u osady Hološiny se na potoce nachází rybník Schoř. Kromě Senetínského potoka tento rybník napájí také Zbožňovský potok, který přitéká z levé strany. Po dalším kilometru se potok vlévá zleva nad Doudovským mlýnem do Jánského potoka na 30,9 říčním kilometru.

### Větší přítoky
- Dědický potok, zprava, ř. km 5,4[3]
- Zbožňovský potok je levostranný přítok Senetínského potoka na jeho 1,2 říčním kilometru,[3] jehož délka činí 3,9 km.[3] Potok pramení východně od Petrovic I v nadmořské výšce okolo 430 m. Teče mezi poli regulovaným korytem převážně severovýchodním směrem. Severně od Senetína vzdouvá vody potoka rybník Zbožňov. Odtud dále proudí k Hološinám, kde spolu se Senetínským potokem napájí rybník Schoř v nadmořské výšce okolo 370 m.